# Al-Mummia
Al-Mummia (àrab: المومياء, Al-mūmiyāʾ, ‘La mòmia’) és una pel·lícula egípcia del 1969 i l'únic llargmetratge dirigit per Shadi Abdel Salam. La pel·lícula va ser seleccionada com a entrada egípcia per a l'Oscar a la millor pel·lícula de parla no anglesa als Premis Oscar de 1970, però no va ser acceptada com a nominada. És el tercer film a la llista de Les 100 millors pel·lícules egípcies.
Continua sent un dels millors exemples de neorrealisme del cinema egipci. Altres exemples notables inclouen Al-ard (1968) i Al Usfur(1972) de Youssef Chahine, així com Al Makhdu'un de Tewfik Saleh (1973). Fou produïda per Roberto Rossellini, que va ser fonamental per animar Abdel Salam a fer la pel·lícula, i explica una història ambientada entre els lladres de tombes de Kurna a l'Alt Egipte.
""Al-Mummia" de Shadi Abdel Salam va ser el precursor del que s'havia de convertir en el segell distintiu del neorealisme, és a dir, la preocupació per la recerca de la identitat i la relació entre l'herència i el caràcter."
La relació entre l'Egipte contemporani i l'Antic Egipte es tracta de manera al·legòrica a la pel·lícula. Les imatges estàtiques del paisatge i les expressions rígides dels personatges principals reflecteixen les de les estàtues i els relleus trobats a l'antic Egipte. L'ús de l'àrab clàssic, no el dialecte egipci, que s'utilitza normalment al cinema egipci, reforça la impressió de monumentalisme.
El saqueig sense restriccions de les tombes es representa com un perill, amenaçant la decadència moral en convidar la cobdícia i el sexe a soscavar la dignitat de la tribu i les seves tradicions, substituint l'ordre del món pel caos.
Shadi Abdel Salam va dir que la seva tasca era recordar als egipcis la seva pròpia història: "Crec que la gent del meu país és ignorant de la nostra història i crec que la meva missió és fer-los-la conèixer una mica. Considero el cinema no com a art consumista, sinó com a document històric per a les properes generacions."

## Argument
Aquesta pel·lícula està ambientada l'any 1881, quan Egipte estava sota el govern fallit dels Khedives otomans, ells mateixos supervisats per la Caisse de la Dette anglofrancesa, i un any abans de l'inici del domini colonial britànic. Es basa en la història real de l'Abd el-Rassuls, un clan del Alt Egipte que està robant a poc a poc un tresor de mòmies que han descobert en una tomba (coneguda pels egiptòlegs moderns com a DB320) prop del poble de Kurna, i venent els artefactes al mercat negre d'antiguitats il·lícites.
La pel·lícula comença amb Wanis (Ahmed Marei) i el seu germà gran (Ahmed Hegazy) veient el funeral del seu pare Selim. Els germans s'han convertit en els caps de la tribu dels Horabat i el seu oncle els mostra el seu fosc secret: la tribu ha estat vivint dels tresors dels antics faraons enterrats a les tombes de la muntanya on viuen. Els germans estan sorpresos en veure el seu oncle decapitant una mòmia per obtenir un collaret d'or. Sent que la seva vida es basa en una mentida. El germà gran es queixa a la família, que el mata i llença el seu cos al Nil. Així, el secret recau únicament sobre les espatlles de Wanis, que lluita per conciliar la seva consciència amb la seva lleialtat a la seva tribu.
La gent de la ciutat ('effendis), arqueòlegs egipcis rics, han vingut -inusualment a l'estiu calorós- per intentar identificar la font d'artefactes inexplicables que s'han trobat al mercat negre, després d'una reunió amb l'egiptòleg francès Gaston Maspero. El comerç ha estat liderat per Ayoub (Shafiq Noureddin), a través de Murad (Mohamed Babih), que també dirigeix un bordell.
Wanis li diu a Ayoub que la tribu no tornarà a comerciar amb ell. Aleshores Murad li diu a Wanis que el seu oncle va organitzar la mort del seu germà; Murad diu que Ayoub l'ha enviat a reparar la relació amb Wanis i adquirir el tresor restant. Wanis es nega, i camina cap al vaixell de vapor que porta el lideratge efendi. Un equip d'arqueòlegs i soldats són enviats a la tomba, i la tomba es buida de tots els sarcòfags, que es carreguen a la barca.

## Repartiment
- Nadia Lutfi com a Zeena
- Ahmed Marei com a Wannis
- Ahmed Hegazi com a germà
- Ahmad Anan com a Badawi
- Shafik Nour El Din com Ayoub
- Gaby Karraz com a Maspero
- Mohamed Khairi com a Kamal
- Mohamed Nabih com Murad

## Recepció
L'acollida de la crítica per Al-Mummia ha estat molt positiva, i els crítics egipcis l'han catalogat constantment com una de les millors pel·lícules egípcies mai fetes. Aaron Cutler de Slant Magazine la va anomenar "tant una pel·lícula clàssica com una pel·lícula àrab clàssica". Time Out London va elogiar la pel·lícula, titllant-la de "Lenta però absorbent i molt ben rodada."
Richard Eder de The New York Times va ser crític amb la pel·lícula i va escriure: "La major part de la pel·lícula està feta amb una grandiloqüència estupenda. Allà on toqui la càmera, s'enganxa i et deixa anar. Paisatge, primers plans encoberts —i com tots creen— patrons interminables de figures amb túnica negra sobre la sorra blanca: cada tret s'allarga i s'allarga. L'actuació és pesada i hieràtica, empanada d'un misticisme pretensiós"."